# Marquesado de Castillejo
El marquesado de Castillejo es un título nobiliario español, creado el 19 de agosto de 1847, por la reina Isabel II de España, a favor de su hermana uterina María de los Milagros Muñoz y Borbón, hija de la reina María Cristina, viuda y sobrina materna que fue del rey Fernando VII, y de su segundo esposo Agustín Fernando Muñoz y Sánchez, I duque de Riánsares, I marqués de San Agustín y  duque de Montmorot par de Francia (título no reconocido en España).

## Armas
En campo de azur, una faja de plata, con tres ánsares de sable, picados de gules y puestos en faja. Lema: Regina coeli juvante.

## Marqueses de Castillejo
|                                  | Titular                                      | Periodo                |
| Creación por Isabel II           | Creación por Isabel II                       | Creación por Isabel II |
| -------------------------------- | -------------------------------------------- | ---------------------- |
| I                                | María de los Milagros Muñoz y Borbón         | 1847-1903              |
| Rehabilitación por Juan Carlos I |                                              |                        |
| II                               | María de la Consolación Muñoz y Santa Marina | 1983-1998              |
| III                              | María Cristina de las Alas-Pumariño y Muñoz  | 1998-actual titular    |

## Historia de los marqueses de Castillejo
- María de los Milagros Muñoz y Borbón (El Pardo, 8 de noviembre de 1835-Roma, 9 de julio de 1903), I marquesa de Castillejo.

Casó con Filippo Massimiliano del Drago (Roma, 4 de marzo de 1824-Roma, 21 de abril de 1913), príncipe di Mazzano, principe d' Antuni. Este título, de marqués de Castillejo, cayó en desuso.

## Rehabilitación en 1984
- María de la Consolación Muñoz y Santa Marina (n. Madrid, 17 de agosto de 1948), II marquesa de Castillejo,[1] VI duquesa de Riánsares (9 de enero de 2009), VI marquesa de San Agustín (por cesión de su padre el 30 de octubre de 1980), II vizcondesa de la Arboleda (por rehabilitación el 26 de abril de 1984), dama de justicia de la Sagrada Orden Militar Constantiniana de San Jorge.

Casó en Madrid el 20 de junio de 1979 con Armando de las Alas-Pumariño y Larrañaga (Madrid, 18 de julio de 1946), caballero gran-cruz de la Sagrada Orden Militar Constantiniana de San Jorge, hijo de Armando de las Alas-Pumariño y Cima, abogado del Estado, diputado de honor del Real Cuerpo de la Nobleza de Madrid, secretario del Consejo de Administración del Patrimonio Nacional y de su esposa María Teresa de Larrañaga y García-Conde. Sucedió, por cesión de este título en 1998, su única hija:
- María Cristina de las Alas-Pumariño y Muñoz (n. Madrid, 23 de enero de 1982), III marquesa de Castillejo,[2] VI vizcondesa de Rostrollano.[3] En 2019, se revocó  la orden por la que mandó expedir la carta de sucesión en el vizcondado y la real carta de sucesión del 17 de marzo de 1988, y se mandó expedir carta de sucesión a favor de Isabel Gistau Retes.[4]